# Spronella accollata
Spronella accollata è un termine utilizzato in araldica per indicare la rotella di sperone con gambo o collo dello sprone.

Di rosso, a tre  spronelle d'argento, il collo verso il capo (famiglia Crombrugghe de Picquendaele del Belgio)

## Traduzioni
- Francese: molette colletée